# Brno-Řečkovice (železniční zastávka)
Brno-Řečkovice je železniční zastávka (dříve též nákladiště) ve čtvrti Řečkovice v Brně. Zastávka, uvedená do provozu 23. května 1952, se nachází v km 10,913 trati z Brna do Havlíčkova Brodu.

## Historie
Původní stanice, situovaná asi 300 m severně od nynější zastávky, sloužila od roku 1885 pro původní trať Brno–Tišnov; dochovala se z ní nádražní budova se skladištěm (Cupákova 139/5). V roce 1953 byla tato trať nahrazena dnešní, přičemž dílčí úsek mezi Královým Polem a Řečkovicemi byl společně se zastávkou zprovozněn roku 1952. Řečkovické nádraží mělo původně tři staniční koleje. Třetí kolej byla přímo u budovy nádraží a sloužila jako vykládací kolej blízké Lachemy. V 70. letech byla tato kolej zrušena. Před řečkovickým nádražím měla být také konečná trolejbusové linky. Napovídá tomu tvar smyčky před nádražní budovou. K uskutečnění záměru nakonec nedošlo.

## Popis
Nádraží disponuje jedním ostrovním nástupištěm mezi traťovými kolejemi, obě nástupní hrany mají délku 170 m a jsou ve výšce 550 mm nad temenem kolejnice. Přístup na nástupiště je podchodem. Cestující jsou informováni o jízdách vlaků pomocí rozhlasu, který je ovládán systémem INISS nebo umožňuje i předávání informací mluveným slovem. Rozhlas je ovládán výpravčím přednostního směru (tj. ze stanic Brno-Královo Pole nebo Kuřim).
Na nástupišti jsou dva přístřešky, k jednomu je přístup z bývalé nádražní budovy (dnes již nevyužívané), k druhému bezbariérově z podchodu pod tratí na ulici Gromešova. Vizuální informační systém zde není.
Před bývalou nádražní budovou se nachází konečná a nástupní zastávka autobusové linky 65 (Řečkovice, nádraží – Řečkovice, hřbitov – Technologický park) a také jednosměrná zastávka regionální autobusové linky 304 (Královo Pole, nádraží - Řečkovice - Česká - Kuřim - Kuřim, Podlesí) směrem do Kuřimi.

## Vlaky v zastávce
V této zastávce pravidelně zastavuje pouze vlaková linka S3 Z Hustopeč (Židlochovic) do Tišnova (Křižanova). Interval této linky je v špičkách pracovních dnů 15 minut, mimo špičky a o víkendech 30 minut.